# Dynasty Cup
De Dynasty Cup was een golftoernooi tussen een team van spelers van de Aziatische PGA Tour en een team van spelers van Japan Golf Tour. Het toernooi werd gespeeld in dezelfde formule als de Ryder Cup.
De twee edities vonden plaats in 2003 en in 2005; beide werden gewonnen door het Aziatische team.
| Jaar                                               | Baan                                               | Winnaar                                            | Team | Score                                              | Verliezer                                          | Team |
| Phoenix Satellite TV Dynasty Cup Presented by Visa | Phoenix Satellite TV Dynasty Cup Presented by Visa | Phoenix Satellite TV Dynasty Cup Presented by Visa | Phoenix Satellite TV Dynasty Cup Presented by Visa | Phoenix Satellite TV Dynasty Cup Presented by Visa | Phoenix Satellite TV Dynasty Cup Presented by Visa | Phoenix Satellite TV Dynasty Cup Presented by Visa |
| -------------------------------------------------- | -------------------------------------------------- | -------------------------------------------------- | --- | -------------------------------------------------- | -------------------------------------------------- | --- |
| maart 2003                                         | Nicklaus Course Mission Hills Golf Club, China     | Azië                                               | Wen-chong Liang Jeev Milkha Singh Thaworn Wiratchant Prayad Marksaeng Keng-chi Lin Charlie Wi ? Min-nan Hsieh, captain                                                       | 16½ - 7½                                           | Japan                                              | ? ? Toru Suzuki Tomohiro Kondo ? ? Hiroyuki Fujita Isao Aoki, captain                                                                                              |
| VISA Dynasty Cup                                   |                                                    |                                                    | |                                                    |                                                    | |
| 15-17 april 2005                                   | Nicklaus Course Mission Hills Golf Club, China     | Azië                                               | Jyoti Randhawa Thongchai Jaidee Angelo Que Lian-wei Zhang Prayad Marksaeng Thaworn Wiratchant Mardan Mamat Boonchu Ruangkit Joong-kyung Mo Charlie Wi Min-nan Hsieh, captain | ? - ?                                              | Japan                                              | Shigeki Maruyama Hidemichi Tanaka Toshimitsu Izawa Toru Suzuki Keiichiro Fukabori Toru Taniguchi Tomohiro Kondo Hiroyuki Fujita Shingo Katayama Isao Aoki, captain |